# Mariano Arrieta León
General Mariano Arrieta León fue un militar mexicano que participó en la Revolución mexicana. Nació en Canelas, Durango, en 1882; fue hijo de Teófilo Arrieta y Soledad León. De origen campesino, no tuvo estudios; se dedicó a la arriería y a los trabajos mineros desde su juventud, pero también trabajó de jornalero y campesino en su región. Militó en las filas del antireeleccionismo por su hermano Domingo y en 1910, se pronunció a favor del Plan de San Luis, lanzándose a la lucha el 20 de noviembre junto con sus hermanos José, Domingo y Eduardo. Encabezó en 1911 a los rebeldes de la región, participando en el asedio de la ciudad de Durango. En 1913, tomó las armas contra Victoriano Huerta, y tras la caída federal en Durango marchó sobre Culiacán. Al igual que su hermano Domingo, fue también causa de dificultades entre Francisco Villa y Venustiano Carranza. En la Convención de Aguascalientes fue representado por el Coronel Ramos Prado, pero luego permaneció leal a Carranza. En 1915, fue gobernador provisional constitucionalista de Durango por algunos meses. Llegó a General de Brigada con antigüedad del 5 de agosto de 1913. 
Murió en la ciudad de Durango el 27 de marzo de 1958, a la edad de 76 años de edad, en la pobreza, en el interior de un auto que el General Lázaro Cárdenas del Río le obsequió.[cita requerida]